# Daniel de la Vega (director de cine chileno)
Daniel de la Vega (Santiago, 31 de enero de 1964) es un director de cine, guionista y productor cinematográfico chileno.

## Biografía
Estudió cine en París, en el Institut des hautes études cinématographiques (IDHEC). Fue asistente de dirección de Gonzalo Justiniano en la película Sussi y en 1990 dirigió su propio filme llamado País de octubre. Al año siguiente comenzó a realizar Takilleitor, una película de culto protagonizada por el cantante Luis Dimas, la que tardó cuatro años en ser grabada y que se estrenó al público en 1998. Luego se dedicó a la producción de cintas como Lokas (2008) y ¿Alguien ha visto a Lupita? (2011).
En 2017 fue el encargado de llevar a Chile el Festival Blood Window, una plataforma que busca promover los talentos en el cine de género fantástico iberoamericano.

## Filmografía

### Dirección
- País de octubre (1990)
- Takilleitor (1998)

### Guion
- País de octubre (1990)
- Takilleitor (1998)

### Producción
- ¿Alguien ha visto a Lupita? (2011)

### Producción ejecutiva
- País de octubre (1990)
- Takilleitor (1998)
- Lokas (2008)

### Asistente de dirección
- Hijos de la guerra fría (1986)
- Sussi (1988)
- Tuve un sueño contigo (1999)

### Director de fotografía
- Danzantes del desierto – La tirana del Tamarugal (1983)
- Cortázar, Capítal Rayuela (1985)

## Videografía
- La voz de los '80 - Los Prisioneros (1985)
- Muevan las industrias - Los Prisioneros (1986)
- El baile de los que sobran - Los Prisioneros (1987)